# Chazelles-sur-Lavieu
Chazelles-sur-Lavieu és un municipi francès situat al departament del Loira i a la regió d'Alvèrnia-Roine-Alps. L'any 2007 tenia 235 habitants.

## Demografia

### Població
El 2007 la població de fet de Chazelles-sur-Lavieu era de 235 persones. Hi havia 101 famílies de les quals 39 eren unipersonals (12 homes vivint sols i 27 dones vivint soles), 19 parelles sense fills, 35 parelles amb fills i 8 famílies monoparentals amb fills.
La població ha evolucionat segons el següent gràfic:
Habitants censats

### Habitatges
El 2007 hi havia 177 habitatges, 102 eren l'habitatge principal de la família, 58 eren segones residències i 17 estaven desocupats. 166 eren cases i 11 eren apartaments. Dels 102 habitatges principals, 82 estaven ocupats pels seus propietaris, 17 estaven llogats i ocupats pels llogaters i 3 estaven cedits a títol gratuït; 1 tenia una cambra, 2 en tenien dues, 17 en tenien tres, 35 en tenien quatre i 48 en tenien cinc o més. 69 habitatges disposaven pel capbaix d'una plaça de pàrquing. A 37 habitatges hi havia un automòbil i a 50 n'hi havia dos o més.

### Piràmide de població
La piràmide de població per edats i sexe el 2009 era:
| Homes | Edats   | Dones |
| ----- | ------- | ----- |
| 0     | 95 o +  | 0     |
| 4     | 90 a 94 | 0     |
| 0     | 85 a 89 | 0     |
| 0     | 80 a 84 | 4     |
| 12    | 75 a 79 | 16    |
| 4     | 70 a 74 | 0     |
| 12    | 65 a 69 | 4     |
| 8     | 60 a 64 | 0     |
| 4     | 55 a 59 | 4     |
| 12    | 50 a 54 | 0     |
| 8     | 45 a 49 | 8     |
| 12    | 40 a 44 | 4     |
| 0     | 35 a 39 | 0     |
| 0     | 30 a 34 | 0     |
| 8     | 25 a 29 | 12    |
| 0     | 20 a 24 | 0     |
| 0     | 15 a 19 | 4     |
| 0     | 10 a 14 | 0     |
| 0     | 5 a 9   | 0     |
| 8     | 0 a 4   | 0     |

## Economia
El 2007 la població en edat de treballar era de 140 persones, 108 eren actives i 32 eren inactives. De les 108 persones actives 104 estaven ocupades (56 homes i 48 dones) i 4 estaven aturades (4 homes). De les 32 persones inactives 18 estaven jubilades, 1 estava estudiant i 13 estaven classificades com a «altres inactius».

### Ingressos
El 2009 a Chazelles-sur-Lavieu hi havia 109 unitats fiscals que integraven 271,5 persones, la mediana anual d'ingressos fiscals per persona era de 14.704 €.

### Activitats econòmiques
Els 3 establiments que hi havia el 2007 eren d'empreses de construcció.
Dels 3 establiments de servei als particulars que hi havia el 2009, 1 era un guixaire pintor, 1 fusteria i 1 electricista.
L'any 2000 a Chazelles-sur-Lavieu hi havia 13 explotacions agrícoles que ocupaven un total de 210 hectàrees.

## Poblacions més properes
El següent diagrama mostra les poblacions més properes.